# Saint-Vincent-sur-Graon
Saint-Vincent-sur-Graon è un comune francese di 1 337 abitanti situato nel dipartimento della Vandea nella regione dei Paesi della Loira.

## Società

### Evoluzione demografica
Abitanti censiti